# É o Show (álbum de Amado Batista)
É o Show é o segundo álbum ao vivo e o primeiro DVD do cantor brasileiro Amado Batista, lançado pela Warner Music em 2004.

## Faixas

### CD 1 e 2 e DVD
| N.º | Título                                  | Compositor(es)                              | Duração |  |
| 1.  | "Anjo Bom"                              | Ary Gonçalves / Sebastião Ferreira da Silva | 3:56    |  |
| 2.  | "Deusa Nua"                             | Amado Batista / Reginaldo Sodré             | 3:01    |  |
| 3.  | "Meu Doce Amor"                         | Amado Batista / Reginaldo Sodré             | 3:55    |  |
| 4.  | "Amado@.com"                            | Eustáquio Sena                              |         |  |
| 5.  | "Estou Só"                              | Amado Batista / Reginaldo Sodré             | 3:28    |  |
| 6.  | "Serenata"                              | Amado Batista / Reginaldo Sodré             | 2:45    |  |
| 7.  | "O Fruto do Nosso Amor (Amor Perfeito)" | Vicente Dias / Praião II                    | 1:47    |  |
| 8.  | "Menininha Meu Amor"                    | Amado Batista / Reginaldo Sodré             | 1:58    |  |
| 9.  | "Chance"                                | Amado Batista / Edelson Moura               | 3:29    |  |
| 10. | "Seresteiro das Noites"                 | José Fernandes                              | 4:10    |  |
| 11. | "Quem é Você?"                          | Amado Batista / Reginaldo Sodré             | 3:28    |  |
| 12. | "Não Quero Falar Com Ela"               | Amado Batista / Reginaldo Sodré             | 3:12    |  |
| 13. | "Eu Sou Seu Fã"                         | Amado Batista / Reginaldo Sodré             | 2:33    |  |
| 14. | "Princesa"                              | José Fernandes                              | 3:48    |  |
| 15. | "Esperança"                             | Hélio Justo                                 | 3:48    |  |
| 16. | "O Boêmio"                              | Ary Gonçalves                               | 2:36    |  |
| 17. | "Eu Quero é Namorar"                    | José Fernandes / Hamilton Silva             | 3:04    |  |
| 18. | "Alucinação"                            | Amado Batista / Reginaldo Sodré             | 2:40    |  |
| 19. | "A Única"                               | Amado Batista / Reginaldo Sodré             | 3:42    |  |
| 20. | "Agora ou Nunca Mais"                   | Amado Batista / Reginaldo Sodré             | 2:58    |  |
| 21. | "Meu Ex-Amor"                           | Amado Batista / Reginaldo Sodré             | 4:37    |  |
| 22. | "Tum Tum de Saudade"                    | Xandó / Edelson Moura                       | 2:20    |  |
| 23. | "Pra Que Fugir de Mim"                  | Amado Batista / Reginaldo Sodré             | 3:07    |  |
| 24. | "O Pobretão"                            | Amado Batista / Reginaldo Sodré             | 2:35    |  |
| 25. | "Folha Seca"                            | Amado Batista / Reginaldo Sodré             | 3:29    |  |
| 26. | "Vem Morena"                            | Sebastião Ferreira da Silva / Paulo Leandro | 3:07    |  |
| 27. | "Seguindo a Multidão"                   | Amado Batista / Reginaldo Sodré             | 5:00    |  |
| 28. | "Amar, Amar"                            | José Fernandes / Claudio Costa              |         |  |

## Certificações
| País          | Certificação | Data | Certificado de vendas |
| ------------- | ------------ | ---- | --------------------- |
| Brasil - ABPD | Platina      | 2004 | 500.000               |